# Rasclet alablanc
El rasclet alablanc (Sarothrura ayresi) és una espècie d'ocell de la família dels sarotrúrids (Sarothruridae).

## Hàbitat i distribució
Habita aiguamolls d'Àfrica subsahariana a Zimbàbue i Sud-àfrica, i també (almenys en el passat) a Etiòpia.